# Veliki Jovanovac
Veliki Jovanovac (em cirílico: Велики Јовановац) é uma vila da Sérvia localizada no município de Pirot, pertencente ao distrito de Pirot, na região de Visok. A sua população era de 335 habitantes segundo o censo de 2011.

## Demografia
| 1948 | 1953 | 1961 | 1971 | 1981 | 1991 | 2002 | 2011 |
| ---- | ---- | ---- | ---- | ---- | ---- | ---- | ---- |
| 939  | 920  | 815  | 719  | 609  | 487  | 395  | 335  |